# Домбрувка-Крулевська
Домбрувка-Крулевська (пол. Dąbrówka Królewska, нім. Königlich Dombrowken) — село в Польщі, у гміні Ґрута Ґрудзьондзького повіту Куявсько-Поморського воєводства.
Населення — 642 особи (2011).
У 1975-1998 роках село належало до Торунського воєводства.

## Демографія
Демографічна структура станом на 31 березня 2011 року:
|          | Загалом | Допрацездатний вік | Працездатний вік | Постпрацездатний вік |
| -------- | ------- | ------------------ | ---------------- | -------------------- |
| Чоловіки | 331     | 80                 | 225              | 26                   |
| Жінки    | 311     | 79                 | 180              | 52                   |
| Разом    | 642     | 159                | 405              | 78                   |